# 高双成 (1970年)
高双成（1970年3月—），福建福清人，中共党员、福建省委党校在职研究生，中华人民共和国政治人物，现任县委书记、县人武部党委第一书记。